# Fortaleza Medicea (Montepulciano)
La fortaleza Medicea fue originalmente un edificio militar erigido en 1261 en Montepulciano, en época de la República de Siena.

## Historia
La fortaleza fue destruida y reconstruida en múltiples ocasiones debido a las disputas sobre Montepulciano entre sieneses y florentinos. La última reconstrucción se atribuye al arquitecto Antonio da Sangallo el Viejo, de ahí el apelativo de "medicea".
Finalmente, fue reformada en profundidad en 1885 por el ingeniero sienés Augusto Corbi.
Una vez que su propósito militar original, no fue necesario, albergó, primero un establecimiento bacológico, y más tarde la escuela secundaria clásica "Agnolo Poliziano".
Actualmente algunas de sus instalaciones se utilizan como espacios culturas, para la exposición anual de artesanía. Otra parte sirve de subsede de la Universidad Estatal de Kennesaw de Georgia (EE. UU.), que usa la fortaleza con fines didácticos.